# گمینا ایوونیچ-ازدروی
گمینا ایوونیچ-ازدروی (به لهستانی:  Gmina Iwonicz-Zdrój) یک گمینا در لهستان است که در شهرستان کروسنو واقع شده‌است. گمینا ایوونگچ-زدروی ۴۵٫۵ کیلومتر مربع مساحت و ۱۰٬۹۴۵ نفر جمعیت دارد.